# Alfredo Sainati
Alfredo Sainati (Sestri Ponente, 8 gennaio 1868 – Bertinoro, 25 aprile 1936) è stato un attore e capocomico italiano.

## Biografia
Di famiglia teatrante, recitò innanzitutto in ruoli brillanti assieme a Tina Di Lorenzo e in ruoli più drammatici con Ermete Zacconi. La sua notorietà deriva soprattutto dall'avere formato con la moglie Bella Starace la Compagnia del Grand-Guignol, che portò in Italia il genere teatrale omonimo. 
Il debutto avvenne a Roma, presso il Teatro Metastasio, nel 1908; la compagnia continuò a fare rappresentazioni per l'Italia fino al suo scioglimento nel 1928.
La "Compagnia italiana del Grand Guignol" rappresenta nel 1914 il testo teatrale di Luigi Chiarelli dal titolo Extra Dry, dramma in un atto, da cui è tratto lo stesso anno il film Extra-dry: Carnevale 1910 - Carnevale 1913. Nel 1922 rappresentò Se quell'idiota ci pensasse di Silvio Benedetti, una delle opere emblematiche del teatro del "grottesco".

## Filmografia
- Maestro Landi, regia di Giovacchino Forzano (1935)